# Sandhog

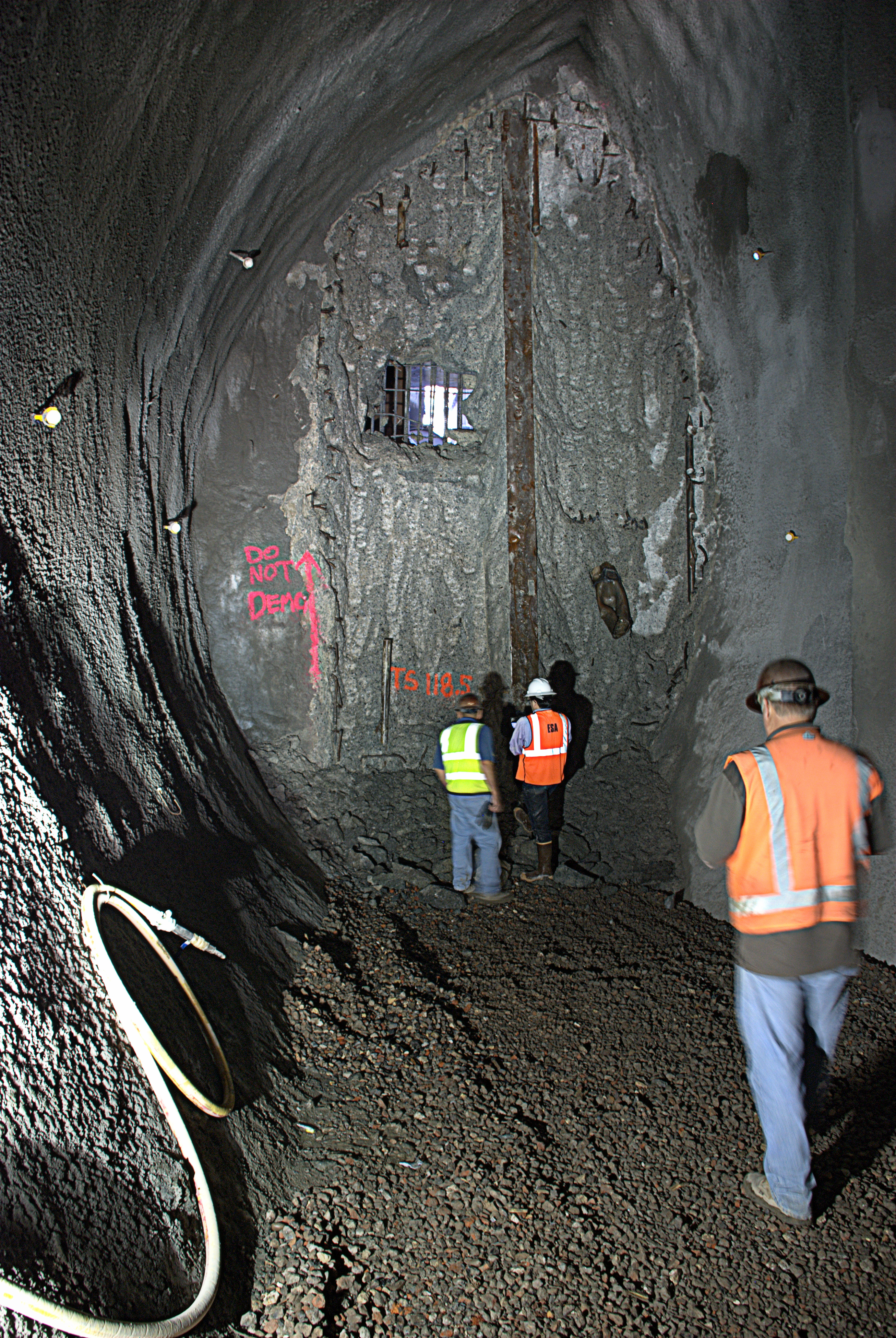
Sandhogs dans l'East Side Access de New York

Sandhog est le terme argotique donné aux mineurs urbains, des ouvriers de la construction qui travaillent sous terre sur divers projets d'excavation à New York, et plus tard dans d'autres villes.

## Travail
Les projets consistent généralement à creuser des tunnels, à creuser des caissons, à construire des routes ou à réaliser d'autres types de projets de construction souterraine ou d'exploitation minière. Les mineurs travaillent avec divers équipements, allant des tunneliers aux explosifs, pour enlever les matériaux nécessaires au projet qu'ils construisent,. Le terme est un terme familier américain.
Le travail au marteau piqueur est souvent une tradition et se transmet de génération en génération. Comme les projets miniers s'étendent sur des décennies, il n'est pas rare que plusieurs générations de familles travaillent ensemble sur un même chantier.

## Œuvres
À partir de leur premier emploi en 1872, le pont de Brooklyn,, les « hogs » ont construit une grande partie des infrastructures de la ville de New York,, y compris les tunnels du métro et les égouts , les tunnels d'eau n° 1 et n° 2 ainsi que le tunnel d'eau n° 3 (en) actuellement en construction, les tunnels de Lincoln, Holland, Queens-Midtown et Brooklyn-Battery. En outre, ils ont travaillé sur les fondations de la plupart des ponts et de nombreux gratte-ciels de la ville,. Beaucoup de ces travailleurs sont irlandais ou irlandais d'Amérique et des Antilles,.

## Apparition dans les media
- Dans le numéro d'octobre 1997 du magazine Esquire, une série de photographies de David Allee, accompagnées d'un texte de Thomas Kelly, documentent la vie et le travail des sandhogs[13].
- En 2006, le Grand Central Terminal de New York a accueilli une installation photo et vidéo de grande envergure sur les sandhogs, « The Sandhog Project », créée par l'artiste Gina LeVay[14].
- Le roman de Thomas Kelly de 1997 sur les sandhogs, «  Payback », a été réédité en 2008 sous le titre « Sandhogs » par Soft Skull Press[15].
- L'article de David Grann de 2003 sur les sandhogs, « City of Water », est paru dans le numéro du 1er septembre du New Yorker[16] et a été réédité dans sa collection « The Devil and Sherlock Holmes »[17].
- Le 7 septembre 2008, The History Channel a commencé une série sur les sandhogs intitulée  « Sandhogs »[18].
- L'épisode « A Man a Mile » de CSI : New York traite de la mort d'un sandhog pendant la construction du tunnel d'eau n°3[19].
- L'épisode « Sandhogs » Cold Case (saison 4, épisode 3) traite de la mort d'un sandhog en 1948[20].
- Un documentaire sponsorisé par le Public Broadcasting Service (PBS), American Experience 2014, épisode « The Rise and Fall of Penn Station », détaille le travail accompli par les sandhogs dans la création des tunnels ferroviaires reliant New York et le New Jersey[21].
- Le podcast « 99% Invisible » a diffusé un épisode sur les sandhogs en mars 2015[22].
- Dans le roman de fantaisie urbaine de Chuck Wendig, « The Blue Blazes », le protagoniste est un ancien sandhog, et l'un des éléments centraux de l'intrigue est le tunnel d'eau n° 3 (en), un projet de construction des sandhogs[23].
- Le dernier épisode de la saison 4 de The Strain fait référence aux sandhogs comme étant les constructeurs du Tunnel d'eau n°3, où les scènes ont été filmées[24].
- Dans Scorpion, saison 3, épisode 14, où Walter désigne les ouvriers comme des taupes, car il trouve le surnom des sandhogs illogique, et Toby le corrige en disant sandhogs[25].
- Le 12 septembre 1956, le Screen Directors Playhouse de la NBC a diffusé le dernier épisode du programme, un téléfilm réalisé par Allan Dwan et mettant en vedette William Bendix et Dennis Harper (en). Le titre fait allusion à la haute pression atmosphérique nécessaire pour empêcher la rivière d'inonder le site de travail. L'épisode raconte l'histoire d'un père et de son fils travaillant comme « Sandhoggers » à la construction d'un tunnel sous le fleuve Hudson[26].

## Littérature
- (en) Colum McCann, This Side of Brightness : A Novel, New York, Picador, 1998, 304 p. (ISBN 0-312-42197-4).
- (en) Jimmy Breslin, Table Money, New York, Tickner & Fields, 1986, 435 p. (ISBN 978-0-89919-312-0).
- (en) E. L. Doctorow, Ragtime, Random House, 1975, 270 p. (ISBN 0-394-46901-1), chap. 13

## Cinéma
- Dans le film Daylight de 1996, réalisé par Rob Cohen et mettant en vedette Sylvester Stallone, on trouve des références aux sandhogs ainsi qu'une histoire détaillée sur la façon dont ces hommes ont vécu sous la pression de la construction du Holland Tunnel[27].
- En 2007, Edward Burns a fait la narration du film The Greatest Tunnel Ever Built pour la chaîne History Channel[28].